# تشوي يون سو
تشوي يون سو (بالكورية: 최윤소)‏ هي ممثلة كورية جنوبية. ولدت يوم 29 نوفمبر 1984 في جونجو في كوريا الجنوبية.

## روابط خارجية
- تشوي يون سو على موقع IMDb (الإنجليزية)
- تشوي يون سو على موقع قاعدة بيانات الفيلم (الإنجليزية)